# HaerteTest
HaerteTest ist ein englischsprachiger YouTube-Kanal, in dessen Videos Gegenstände wie Handys oder Lebensmitteln durch Überrollen mit einem Auto zerstört werden. HaerteTest ist der dritt-meistabonnierte deutsche YouTube-Kanal.

## Geschichte
Der YouTube-Kanal HaerteTest wurde im September 2011 von Florian Bär gegründet, einem Studenten aus Heidelberg. Auf dem Kanal werden Experimente zur Stabilität von Gegenständen gezeigt. Dabei werden Lebensmittel, Smartphones, Spielzeuge und andere Gegenstände von einem Auto überfahren, gelegentlich mit Böllern gesprengt, mit einer Pistole beschossen oder auf eine andere Weise zerstört. Die Inhalte sind englischsprachig, wobei im Hintergrund häufig Deutsch zu hören ist. HaerteTest hat inzwischen 1344 Videos (Stand April 2023).
Anfang November 2019 hatte der Kanal 8,5 Millionen Abonnenten. HaerteTest hatte Mitte Juli 2022 20 Millionen Abonnenten und war zu diesem Zeitpunkt der meistabonnierte deutsche YouTube-Kanal.  Das beliebteste Video, in dem eine Wassermelone überfahren wird, hatte im April 2023 etwa 482 Millionen Aufrufe. Jedoch sind die Aufrufzahlen inzwischen rückläufig, da es weitere Kanäle mit ähnlichem Inhalt gibt.